# Zooniverse
Zooniverse es un portal de ciencia ciudadana basado en la colaboración abierta entre pares. Quien opera y posee la propiedad del portal es Citizen Science Aliance. Zooniverse también cuenta con una aplicación gratuita para celulares. 
Zooniverse permite a los usuarios participar de forma voluntaria en una diversidad de proyectos de investigación científica a través de la recolección y categorización de data. Es el portal de internet más extenso, popular y exitoso para la conducción de proyectos de ciencia ciudadana.
En 2014, la comunidad de Zooniverse constaba de más de 1 millón de voluntarios registrados. Para el 2017 la comunidad ya había crecido a 1,3 millones de voluntarios. Finalmente, recientes fuentes indican que en 2019 la comunidad ya cuenta con más de 1,6 millones de voluntarios. Los voluntarios a menudo se denominan colectivamente "Zooites".
La plataforma responde a dos objetivos primordiales:
- Resolver problemas científicos mediante la recolección y transformación de datos provistos por los usuarios en información útil para investigación académica.
- Habilitar la organización de actividades educativas y de extensión a través del uso de los recursos en ZooTeach disponibles en la plataforma.

Los datos recogidos de los diversos proyectos han llevado a la publicación de más de 300 artículos científicos. Zooniverse afirma que gracias a la sabiduría de las masas, investigadores han logrado obtener análisis de grandes cantidades de data a un ritmo más acelerado, permitiéndoles llegar a más y mejores resultados que nos permiten a todos tener un mejor entendimiento del mundo que nos rodea.
Un sitio de noticias diarias llamado 'The Daily Zooniverse' proporciona información sobre los diferentes proyectos bajo el paraguas de Zooniverse. La iniciativa también cuenta con un blog y tiene presencia en redes sociales como Facebook, Instagram y Twitter, las cuales utiliza para difundir contenido científico. 

## Historia
Aunque hoy en día se conoce como la plataforma líder en ciencia ciudadana basada en colaboración y producción entre pares, en sus inicios partió de un solo proyecto que requería el análisis y clasificación de galaxias (Galaxy Zoo).  
Debido al éxito del proyecto y su gran popularidad hoy se ha convertido en una plataforma que alberga múltiples proyectos donde ciudadanos de todo el mundo pueden colaborar en más de 70 proyectos que atraviesan diferentes ramas de la ciencia.
Galaxy Zoo fue un proyecto de investigación posdoctoral liderado por un pequeño grupo de astrónomos en Oxford University, que requería la clasificación de aproximadamente 900,000 imágenes de galaxias. Entre estos investigadores se encontraban Kevin Schawinski y Chris Lintott. Fuentes indican que una tarea que habría tomado más de diez años de trabajo, se pudo lograr en tan solo 6 meses gracias al lanzamiento de la plataforma de Galaxy Zoo en 2007 y el uso de la sabiduría de las masas.
De esta manera, se puede concluir que, más que iniciarse como un proyecto de ciencia ciudadana, Galaxy Zoo empezó como una solución experimental a un problema causado por la necesidad de analizar grandes cantidades de datos. Haber conseguido que, mediante este proyecto, rigurosas comunidades científicas aceptaran los modelos de ciencia ciudadana para el análisis de datos fue, entonces, un gran e inesperado logro.
La iniciativa funcionó tan bien que muy pronto el equipo fue premiado con diferentes fuentes de financiamiento que le permitieron contratar desarrolladores para ampliar la plataforma y transformarla en lo que es hoy. Asimismo, nuevas instituciones académicas de los Estados Unidos, además del Reino Unido, se involucraron, expandiendo el equipo de Oxford a Chicago. Hoy en día el equipo cuenta con 33 integrantes, la mayoría de los cuales trabaja en la sede de Oxford University y en el Planetario Adler de Chicago.

## Infraestructura
Amazon provee la infraestructura que permite la participación en simultáneo de un gran número de 'Zooites'. El servicio web de Amazon habilita la nube de servidores y el sistema de mechanical turk que permite dividir proyectos complejos en pequeñas tareas o HITS (Human Intelligence Tasks) para ser distribuidas entre un conjunto de trabajadores digitales. Además, la colaboración entre los equipos de desarrolladores de Oxford y Chicago se realiza mediante GitHub, basándose en principios de software abierto (OSS).
Esta infraestructura se diferencia de otras formas conocidas de ciencia ciudadana basada en el internet como el proyecto SETI@home. A diferencia de la computación voluntaria, que consiste en la utilización de poder de procesamiento excedente de computadoras para el análisis de datos, los proyectos de Zooniverse la activa participación de personas voluntarias en la compleción de tareas de investigación.  
Adicionalmente, la plataforma de Zooniverse funciona con la herramienta Project Builder que permite que cualquier usuario pueda crear su propio proyecto subiendo conjuntos de datos, ya sean archivos de imágenes, audios o videos. En esta aplicación, el propietario de un proyecto puede establecer un flujo de trabajo para su proyecto, crear tutoriales, manuales de trabajo de campo y el foro de discusión especialmente dedicado a su proyecto. El dueño del proyecto también puede agregar investigadores asociados, colaboradores y moderadores, en tanto roles con distintas capacidades de acceso y edición de aspectos del proyecto.

## Formas de participar
Zooniverse combina dos formas de colaboración abierta entre pares, constituyendo un modelo híbrido: micro-trabajo e innovación liderada por usuarios.
Por un lado, el micro-trabajo consiste en el usuario realizando contribuciones limitadas a lo que la contraparte espera como entregable de cada micro-tarea. Así, el micro-trabajo no fomenta la colaboración ni la innovación entre usuarios, pues el entregable es predeterminado y su valor estará dado por la competencia entre los usuarios que lo provean. Zooniverse involucra este tipo de dinámicas para el análisis de datos mediante la distribución de tareas de clasificación. Sin embargo, en este caso la realización de las tareas es voluntaria y no tiene un valor mercantil. 
Por otro lado, la innovación liderada por usuarios consiste en instancias en donde la masa de ciudadanos es presentada con un problema y se convoca a que, ya sea individual o colectivamente, los ciudadanos encuentren o desarrollen una solución. Zooniverse también ofrece la posibilidad de involucrar los voluntarios de esta forma, en la medida en que argumenta que Zooites han sido capaces de realizar importantes descubrimientos científicos de forma autónoma. Sin embargo, es importante aclarar que esta forma de cocreación no es deliberadamente organizada por Zooniverse como plataforma.
En todos los proyectos, la forma en que los Zooites participan es básicamente la misma: los profesionales científicos aportan sus bases de datos que requieren categorizar o ampliar; la plataforma distribuye las tareas de categorización; las tareas son completadas por los Zooites voluntariamente; luego los resultados de cada usuario son combinados y almacenados en la base de datos en línea de Zooniverse; para que, finalmente, los equipos de científicos accedan a ellos y utilicen los análisis para sus investigaciones. Así, aun cuando algunos proyectos puedan generar formas más colaborativas de participación ciudadana, las interacciones básicas que ofrece la plataforma son puramente transaccionales.
La plataforma también incluye un foro que permite a los usuarios interactuar entre ellos y compartir opiniones sobre las tareas por cada proyecto. Estos foros de discusión por proyecto están pensados para motivar la colaboración en mayor profundidad entre voluntarios y los equipos de científicos.
La plataforma no exige ningún tipo de requisito para participar. Los Zooites no necesitan tener ningún tipo de formación ni entrenamiento. Los voluntarios pueden participar en tareas según su conveniencia y disponibilidad, pudiendo acceder a la plataforma desde cualquier dispositivo.

## Publicaciones
Los datos recolectados y analizados a través de los distintos proyectos han dado lugar a 325 publicaciones científicas, junto con la consolidación de 3 conjuntos de datos en acceso abierto y 2 libros con los 80 proyectos más destacados que han estado activos en la plataforma de Zooniverse. En 2019, el investigador principal del proyecto, Chris Lintott, publicó un libro titulado "The Crowd & and the Cosmos: Adventures in the Zooniverse"

## Vínculo con la Ciencia Ciudadana
Fuentes científicas dan cuenta de que Zooniverse es considerada una plataforma valiosa e innovadora para ensenar ciencia y motivar la participación ciudadana en actividades científicas. Asimismo, también dan cuenta de que muchos usuarios participan por puro entretenimiento. Las bajas barreras de entrada que supone la plataforma permiten que, no solo expertos en un determinado campo científico puedan participar, sino que cualquier persona mínimamente curiosa o entusiasta en temas científicos pueda involucrarse. Considerando que la participación de no-profesionales en actividades científicas es la idea primordial que motiva el enfoque de la ciencia ciudadana, Zooniverse es considerada uno de los mejores ejemplos de ciencia ciudadana basada en la colaboración entre pares para la producción de conocimiento científico.
Por lo demás, Zooniverse forma parte de la Citizen Science Alliance, la cual es governanda por siete institutciones del Reino Unido y los Estados Unidos. Los socios en el proyecto son: Adler Planetarium, Johns Hopkins University, University of Minnesota, National Maritime Museum, University of Nottingham, Oxford University y Vizzuality.

## Problemáticas asociadas
- Como iniciativa basada en la colaboración entre pares, esta puede sufrir complicaciones en materia de propiedad intelectual. Cuestionamientos en torno a quien es propietario de los datos y de los resultados obtenidos a través de ellos, pueden ser materia de conflicto en estas plataformas.[5]
- En cuanto a la validez científica de los resultados, la falta de confianza en la calidad de datos que puede proveer una masa anónima de usuarios puede generar problemas de responsabilidad y rigor metodológico.[5]
- Considerando que la ciencia ciudadana considera distintos niveles de participación de  ciudadanos (pudiendo consistir en la participación de no-expertos exclusivamente en la recolección y clasificación de datos, o bien en la participación de los mismos en procesos de decisión sobre la actividad científica en general), la forma transaccional y fragmentada que ofrece Zooniverse es cuestionada en tanto si representa o no una real democratización de la ciencia.[5]
- Relacionado con lo anterior, fuentes indican que los Zooites pueden sentir que sus contribuciones no son valoradas lo suficiente o incluso que están siendo explotados aportando con trabajo no remunerado que termina siendo valioso para elites académicas. Esto puede generar una pérdida de motivación y confianza. Así, se ha sugerido que medir y mostrar el valor que han producido los Zooites sería una buena forma de retroalimentar y motivar a los voluntarios.[5]
- Considerando que Zooniverse es una plataforma abierta sin fines de lucro, la iniciativa enfrenta constantes presiones económicas para conseguir el financiamiento necesario para mantenerse a flote y desarrollar nuevas funcionalidades.[5]
- Se puede argumentar que muchas de las tareas de clasificación que actualmente distribuye la plataforma serán, muy prontamente, plausibles de ser realizadas por computadoras y algoritmos. Esto implicaría que formas de ciencia ciudadana estrictamente basadas en estas actividades perderían sentido. No obstante Zooniverse reconoce la validez de este argumento, la iniciativa señala que las tareas de clasificación por humanos continúan teniendo un valor, no solo para entrenar a las computadoras que en el futuro puedan asumir esta labor, sino también porque las capacidades de los humanos continúan siendo mejores que las de las computadoras para muchas tareas analíticas y de descubrimiento.[18]

## Proyectos
A la fecha (diciembre, 2020), Zooniverse ha finalizado 53 proyectos, mientras 178 se encuentran pausados y 76 se encuentran activos atravesando diferentes campos científicos (algunos proyectos se encuentran en más de una categoría debido a su carácter transdisciplinario):

### Artes
- Boston Phoenix, 2974!
- World Architecture Unlocked
- Scribes of the Cairo Geniza
- Fishing in the Past
- Mapping Historic Skies

### Biología
- Notes From Nature – Plants of Arkansas
- Snapshot Grumeti
- Floating Forests
- Embryo Cam
- Cradle of Humanity
- Notes From Nature – Invertebrate Time Machine
- Nest Quest Go: Eastern Bluebirds
- London Bird Records
- Cedar Greek: Eyes on the Wild
- Chimp & See
- Chicago Wildlife Watch
- Nestcams
- Notes From Nature – South-eastern U.S Biodiversity
- Run, Herring, Run!
- Seal Watch
- Snapshot Hoge Veluwe
- Penguin Watch
- Wild Mont-Blanc
- Plant Letters
- A Century of Natural History Observations
- Taranaki Mounga
- Science Scribbler: Placenta Profiles
- Notes From Nature – Expedition Arctic Botany
- Notes From Nature – Flora of Texas and Oklahoma
- Wildwatch Burrowing Owl
- Seabirdwatch
- Fossil Atmospheres
- Whale Chat
- Dolphin Chat
- Nest Quest Go: Woodpeckers
- Duna
- Notes From Nature: Butterflies
- Snapshot Wisconsin
- Monkey Health Explorer
- Beluga Bits
- Notes From Nature – Terrestrial Parasite Tracker
- Calgary Captured
- Weddel Seal Count
- Notes From Nature – Herbarium
- Notes From Nature – Mi-Bug
- Notes From Nature – Capturing California’s Flowers
- Fishing in the Past
- Notes From Nature – Calbug
- Manatee Chat
- Mapping Change
- Project Plumage
- Fishstory

### Clima
- Castaway
- Notes From Nature – Invertebrate Time Machine
- Old Weather – WW2
- Floating Forests
- Embryo Cam
- Penguin Watch
- Wild Mont-Blanc
- A Century of Natural History Observations
- Notes From Nature – Expedition Arctic Botany
- Fossil Atmospheres
- Mapping Change
- Aurora Zoo

### Historia
- Notes From Nature – Mi-Bug
- Castaway
- Boston Phoenix, 1974!
- Notes From Nature – South-eastern U.S. Biodiversity
- Old Weather – WW2
- Every-Name Counts
- Notes from Nature – Plants of Arkansas
- MacDonald Dictionary
- Star Notes
- Plant Letters
- Notes From Nature – Expedition Arctic Botany
- Measuring Anzacs
- Notes From Nature – Flora of Texas and Oklahoma
- Astronomy Rewind
- Duna
- Notes From Nature – Butterflies
- Notes From Nature – Terrestrial Parasite Tracker
- Notes From Nature – Herbarium
- Notes From Nature – Capturing California’s Flowers
- Scribes of the Cairo Geniza
- Mapping Historic Skies

### Lenguaje
- Maturity of Baby Sounds
- Scribes of the Cairo Geniza

### Literatura
- Scribes of the Cairo Geniza
- Medicine
- Science Scribbler: Placenta Profiles
- Monkey Health Explorer

### Naturaleza
- Whale Chat
- Dolphin Chat
- Manatee Chat
- Project Plumage
- A Century of Natural History Observations
- Taranaki Mounga
- Nest Quest Go: Eastern Bluebird
- Snapshot Wisconsin
- Nest Quest Go: Woodpeckers
- Calgary Captured
- Notes From Nature – Calbug
- Wildwatch Burrowing Owl
- Notes From Nature – Mi-Bug
- Weddell Seal Count
- Castaway
- Run, Herring, Run!
- Snapshot Grumeti
- Shimp & See
- Notes From Nature – Invertebrate Time Machine
- Chicago Wildlife Watch
- Notes From Nature – South-eastern U.S. Biodiversity
- Cedar Creek: Eyes on the Wild
- Seal Watch
- Notes From Nature – Plants of Arkansas
- Floating Forests
- Cradle of Humanity
- London Bird Records
- Snapshot Hoge Veluwe
- Penguin Watch
- Wild Mont-Blanc
- Plant Letters
- Notes From Nature – Expedition Arctic Botany
- Notes From Nature – Flora of Texas and Oklahoma
- Fossil Atmospheres
- Duna
- Notes From Nature – Butterflies
- Monkey Health Explorer
- Beluga Bits
- Notes From Nature – Terrestrial Parasite Tracker
- Notes From Nature – Herbarium
- Pelicams
- Notes From Nature – Capturing California’s Flowers
- Fishing in the Past
- Mapping Change